# VST
A VST, avagy Virtual Studio Technology egy olyan, már-már szabvánnyá vált technológia, melyet a Steinberg nevű, zenei szoftverekkel foglalkozó cég fejlesztett ki, és virtuális hangszerek, hatások (effektek) létrehozására használható. A VST modulokon belül szokás megkülönböztetni VSTI-ket (VST Instrument), ezeket egy hangszer hangjának minél tökéletesebb megvalósítására alkotják.

## VST gazdaprogramok (VST Hostok)
Ma már a legtöbb szoftver képes VST-k fogadására, a trackerektől kezdve egészen a professzionális stúdiószoftverekig. A teljesség igénye nélkül:
- Cantabile (ingyenes VST gazdaprogram, ami a modulok önálló futtatására használható)
- Ableton
- Apple GarageBand
- Cubase
- FL Studio
- Logic
- MadTracker
- Nuendo
- Renoise
- Sonar
- Buzz

Természetesen a lista a végtelenségig folytatható, mely alkalmazások alá hívható meg VST-eszköz. A VST legáltalánosabb formájában mester gazdaprogramok alá behívható mester bővítmény. (Énekkar, visszhang, stb.)
A VSTI egy lényegesen több lehetőségre kidolgozott úgynevezett VST Instrument (hangszer), mely akár egy virtuális hangszer (például dobgép vagy szintetizátor) utánzását (emulálás) teszi lehetővé.
2008-ban jelent meg a VST3 SDK.

## Külső hivatkozások
- KVR-VST
- VST4Free
- Vstplanet
- Free Plugins List.
- MegaVST